# ATP Challenger Roseto degli Abruzzi
Das ATP Challenger Roseto degli Abruzzi (offizieller Name: Regione Abruzzo Challenger) war ein zwischen 2022 und 2023 stattfindendes Tennisturnier in Roseto degli Abruzzi, Italien. Es war Teil der ATP Challenger Tour und wurde im Freien auf Sand ausgetragen.

## Liste der Sieger

### Einzel
| Jahr     | Sieger          | Finalgegner       | Ergebnis       |
| -------- | --------------- | ----------------- | -------------- |
| 2023     | Filip Misolic   | Raphaël Collignon | 4:6, 7:5, 7:66 |
| 2022 (2) | Manuel Guinard  | Tseng Chun-hsin   | 6:1, 6:2       |
| 2022 (1) | Carlos Taberner | Nuno Borges       | 6:2, 6:3       |

### Doppel
| Jahr     | Sieger                          | Finalgegner                         | Ergebnis          |
| -------- | ------------------------------- | ----------------------------------- | ----------------- |
| 2023     | Dan Added Titouan Droguet       | Jacopo Berrettini Andrea Pellegrino | 6:2, 1:6, [12:10] |
| 2022 (2) | Franco Agamenone Manuel Guinard | Ivan Sabanov Matej Sabanov          | 7:62, 7:63        |
| 2022 (1) | Hugo Nys Jan Zieliński          | Roman Jebavý Philipp Oswald         | 7:62, 4:6, [10:3] |